# Добровольський Сергій Іванович
Сергій Іванович Добровольський (1874, Шпола — 17 січня 1931, Київ) — підполковник Армії УНР.

## Біографія
Народився у м. Шпола  Звенигородського повіту Київської губернії. Закінчив 3-тю Київську гімназію,  Чугуївське піхотне юнкерське училище (1895), вийшов підпоручиком до 41-го піхотного Селенгінського полку (Дубно). У 1899—1901 рр. перебував у запасі.
Згодом служив у 67-му піхотному Тарутинському полку (Замостя). З 1911 р. — в управлінні військових сполучень Київського району. Під час Першої світової війни був комендантом станцій Самбір, Городок, Чортків, Коломия, Луцьк, Шепетівка, Бердичів.
У лютому 1918 р. у Бердичеві приєднався до українських військ, був призначений помічником завідувача перевезеннями Київського району. У 1918 р. був комендантом залізничного вузла у Києві. З 1 жовтня 1918 р. — комендант ст. Рівне.
З січня 1919 р. — представник управління військових комунікацій  Дієвої армії УНР у ЗУНР. З початку квітня 1919 р. — завідувач військових комунікацій Гомельського району. З середини травня 1919 р. — начальник військових комунікацій УНР. 23 травня 1919 р. потрапив у Радзивилові до польського полону.
Перебуваючи в таборі для полонених, агітував за вступ до білогвардійської Північно- Західної армії генерала М. Юденіча. У вересні 1919 р. повернувся з польського полону й нелегально виїхав до Києва, де перебувала важко хвора дружина. Там вступив до  Збройних Сил Півдня Росії, з якими відступав до Одеси. Згодом знов повернувся до Києва.
У травні 1920 р., після вступу до Києва української та польської армій, знов з'явився у розпорядження штабу  Армії УНР. 15 травня 1920 р. був призначений старшиною для зв'язку в штабі польської військової залізниці, але вже 3 червня 1920 р. був звільнений із цієї посади у зв'язку з протестами українських старшин через його проросійську діяльність у польському полоні.
Повернувся в Радянську Україну. Був мобілізований до РСЧА, служив на посаді для доручень при начальнику військових сполучень РСЧА. З 1921 р. — комендант ст. Лозова. Наприкінці 1921 р. був демобілізований як колишній білогвардієць.
Повернувся до Києва, працював різноробом у господарчій частині Всеукраїнської академії наук. У 1926 р. був зааршетований, та незабаром звільнений. Знову був заарештований у ніч з 8 на 9 вересня 1930 р. за звинуваченням в участі у контрреволюційній офіцерській організації (т. зв. справа «Весна»). 17 січня 1931 р. був засуджений до розстрілу і страчений.